# Slagmes
Een slagmes is een lang, plat en stomp mes dat wordt gebruikt bij het behangen, om de banen behang op maat af te slaan (als bij het openen van een envelop).
Meestal worden alle banen behang uitgerold en afgemeten op de behangtafel, zodat alles in één keer kan worden afgeneden. Voor het af slaan van banen in de lengte, is ook een slagrand te krijgen, die langs de lengte van de behangtafel gemonteerd wordt.